# Guerre entomologique
La guerre entomologique (GE) est un type de guerre biologique qui utilise les insectes comme arme pour attaquer l'ennemi. Le concept existe depuis des siècles et la recherche et de développement se sont poursuivis dans l'ère moderne. La guerre entomologique a été appliquée au combat par le Japon et plusieurs autres pays ont développé des programmes de guerre entomologique ou ont été accusés de les avoir mis en œuvre.

## Description
La guerre entomologique est un cas particulier de la guerre biologique (GB) qui se sert des insectes soit pour des attaques directes, soit en tant que vecteurs d'agents biologiques, telles que la peste ou le choléra. 
Il existe trois types principaux de guerre entomologique. 
- Un premier type implique d'infecter les insectes avec un agent pathogène et de les disperser sur des zones cibles[3]. Les insectes agissent alors comme vecteur infectant toute personne ou animal qu'ils peuvent piquer.
- Un second type consiste en une attaque directe des insectes contre les cultures. Les insectes ne sont pas nécessairement infectés par un agent pathogène, mais représentent plutôt une menace pour l'agriculture[3].
- Le troisième type consiste à utiliser des insectes infectés, par exemple des abeilles, pour attaquer directement l'ennemi[2].

## Histoire ancienne
La guerre entomologique n'est pas un concept nouveau, les historiens et les écrivains l'ont étudiée et décrite dans le cadre de multiples événements historiques. L'épidémie de peste survenue au XIVe siècle en Asie mineure, connue sous le nom de Peste noire, est l'un de ces événements qui ont attiré l'attention des historiens comme étant un des premiers cas possibles de guerre entomologique.  
Cette peste qui se répandit en Europe peut avoir été le résultat d'une attaque biologique sur la ville  de Kaffa en Crimée.
Selon Jeffrey Lockwood, auteur de Six-Legged Soldiers  (ouvrage sur la guerre entomologique), la première forme de guerre entomologique a probablement été l'utilisation de l'abeille par les premiers hommes.  
Des abeilles, ou leurs nids, étaient jetés dans des grottes pour forcer l'ennemi à sortir et se mettre à découvert.  
Lockwood théorise que l'Arche d'alliance peut avoir été mortelle lors de son ouverture parce qu'elle contenait des puces mortelles,. 
Pendant la guerre civile américaine, la Confédération a accusé l'Union d'avoir introduit intentionnellement la punaise arlequine (Murgantia histrionica) dans le Sud.  
Ces accusations n'ont jamais été prouvées, et les recherches modernes ont montré qu'il est plus probable que l'insecte soit arrivé par d'autres moyens.  
Le monde n'a pas connu de cas de guerre entomologique à grande échelle jusqu'à la Seconde Guerre mondiale.
Les attaques japonaises contre la Chine sont les seuls cas vérifiés de guerre biologique ou entomologique pendant la guerre. 
D'autres pays ont lancé leurs propres programmes de guerre entomologique pendant la guerre et après celle-ci.

## Seconde Guerre mondiale

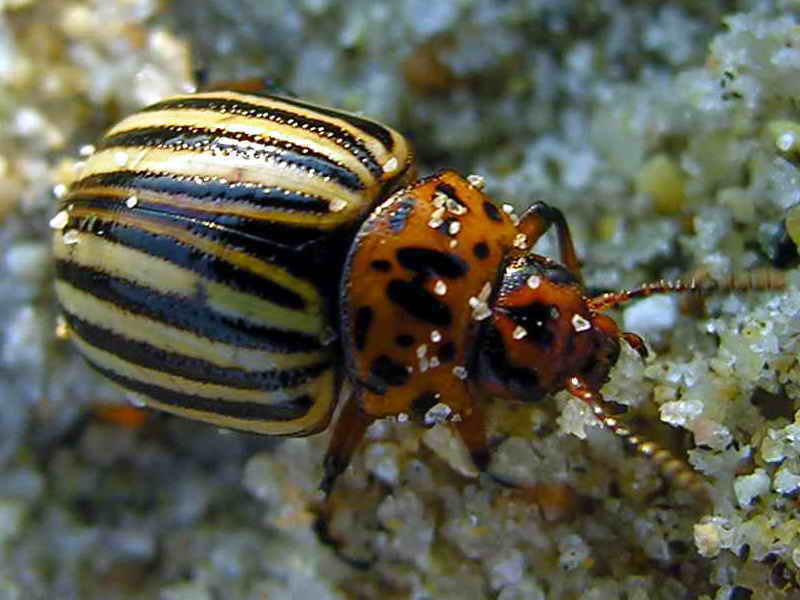
Le doryphore de la pomme de terre a été considéré comme une arme de guerre entomologique par les pays des deux camps pendant la Seconde Guerre mondiale

### Canada
Parmi les puissances alliées, le Canada a été un pionnier dans les efforts sur la guerre par des insectes vecteurs.  
Après que le Japon se fut lancé dans le développement des puces porteuses de la peste comme arme biologique, le Canada et les États-Unis lui ont emboîté le pas.  
En coopération étroite avec les États-Unis, le Dr G.B. Reed, directeur du laboratoire de recherches de défense de l'Université Queen's de Kingston, a concentré ses efforts de recherche sur les moustiques vecteurs, les mouches piqueuses, et les puces infectées par la peste pendant la Seconde Guerre mondiale. Beaucoup de ces recherches ont été partagées avec les États-Unis ou menées de concert avec ce pays.
Le programme d'armes biologiques du Canada dans sa totalité était en avance sur ceux des Britanniques et des Américains pendant la guerre.  
Les Canadiens ont cherché à travailler dans des domaines délaissés par leurs alliés. La guerre entomologique a été l'un de ces domaines. 
À mesure que les programmes américains et britanniques ont évolué, les Canadiens ont travaillé en collaboration plus étroite avec les deux pays alliés. Les travaux canadiens de guerre biologique se sont poursuivis bien après la guerre.

### France
La France est connue pour avoir poursuivi des programmes de guerre entomologique pendant la Seconde Guerre mondiale.  Comme l'Allemagne, ce pays a estimé que le doryphore, dirigé contre les ressources alimentaires de l'ennemi, serait un atout pendant la guerre.  Dès 1939, des experts français de guerre biologique ont suggéré que le coléoptère soit utilisé contre les cultures allemandes.

### Allemagne
L'Allemagne est connue pour avoir poursuivi des programmes de guerre entomologique pendant la Seconde Guerre mondiale.  Ce pays a poursuivi la production de masse et la dispersion du doryphore de la pomme de terre (Lepinotarsa decemlineata), en direction des sources de nourriture des pays ennemis. Le coléoptère a été découvert en Allemagne en 1914, comme espèce envahissante provenant d'Amérique du Nord.  Il n'existe pas de documents prouvant que le coléoptère ait jamais été utilisé comme arme biologique par l'Allemagne, ou par tout autre pays pendant la guerre. Néanmoins, les Allemands avaient élaboré des plans pour larguer des coléoptères sur les cultures anglaises.
L'Allemagne a effectué des essais de son programme d'utilisation militaire du doryphore au sud de Francfort, au cours desquels ont été largués 54000 coléoptères.  En 1944, une infestation de doryphores a été signalée en Allemagne. La source de l'infestation est inconnue, mais trois hypothèses ont été émises quant à son origine. Une première option est qu'il s'agit de l'action des Alliés, une attaque entomologique, une deuxième est que c'est le résultat des essais allemands, et la troisième explication, la plus probable, est que ce serait simplement un phénomène naturel. 

### Japon
Le Japon a pratiqué la guerre entomologique à grande échelle pendant la Seconde Guerre mondiale en Chine. L'Unité 731, unité japonaise de guerre biologique, a utilisé des puces infectées par la peste et des mouches porteuse du choléra pour infecter la population chinoise. Les militaires japonais ont dispersé des insectes en les pulvérisant par des avions volant à basse altitude et en larguant des bombes remplies d'un mélange d'insectes et de maladie. Il en est résulté des épidémies meurtrières localisées qui ont entraîné la mort de près de 500 000 Chinois,. Un « Symposium international » d'historiens a déclaré en 2002 que la guerre entomologique des Japonais en Chine était responsable de la mort de 440 000 personnes.

### Royaume-Uni
Un scientifique britannique, J.B.S. Haldane, a estimé que la Grande-Bretagne et l'Allemagne étaient tous deux vulnérables à une attaque entomologique par le doryphore de la pomme de terre. En 1942, les États-Unis ont expédié 15000 doryphores en Grande-Bretagne pour étudier leur utilisation comme arme biologique. 

## Guerre froide

### Union soviétique
L'Union soviétique a effectué des recherches, développé et testé un programme de guerre entomologique dans le cadre d'un programme de guerre biologique contre les cultures et contre les animaux. Les Soviétiques ont mis au point des techniques pour utiliser les insectes comme vecteurs de transmission d'agents pathogènes des animaux, comme la fièvre aphteuse - pour laquelle ils ont utilisé des tiques comme vecteur. 
Le pays a également utilisé la tique aviaire pour transmettre Chlamydophila psittaci aux poulets. En outre, l'Union soviétique a affirmé avoir développé une installation automatisée d'élevage en masse d'insectes, capable de produire des millions d'insectes parasites par jour. 

### États-Unis

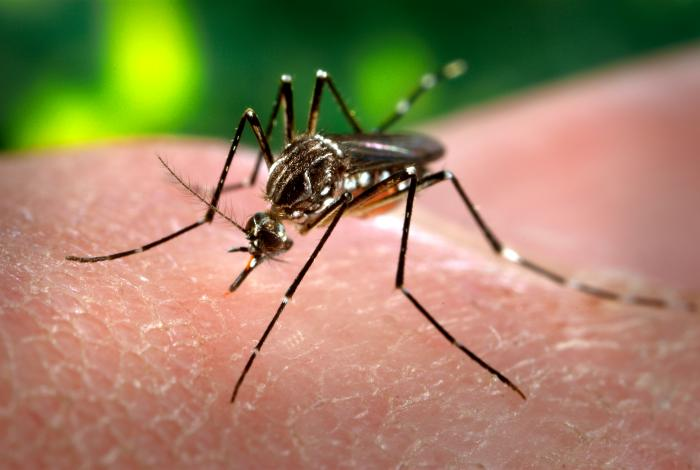
Les États-Unis ont largué plus de 300000 moustiques infectés par la fièvre jaune sur leur propre population.

Les États-Unis ont sérieusement étudié le potentiel de la guerre entomologique pendant la guerre froide. L'armée américaine a élaboré des plans pour une installation de guerre entomologique, conçue pour produire mensuellement 100 millions de moustiques infectés par la fièvre jaune. Un rapport de l'armée américaine, intitulé « Entomological Warfare Target Analysis » (analyse des cibles de guerre entomologique) a listé les sites classés vulnérables en Union soviétique que les États-Unis pourraient attaquer en utilisant des vecteurs entomologiques. L'armée a également testé la capacité de piqûre des moustiques en larguant des moustiques non-infectés sur les plus grandes villes américaines. 
Des responsables nord-coréens et chinois ont accusé les États-Unis d'avoir engagé des actions de guerre biologique, y compris de guerre entomologique, en Corée du Nord pendant la guerre de Corée. Ces accusations datent de l'époque de la guerre, et ont été complètement rejetée par les États-Unis. 
En 1998, Stephen Endicott et Edward Hagermann ont affirmé, dans leur livre, The United States and Biological Warfare: Secrets from the Early Cold War and Korea, que les accusations étaient vraies. 
Le livre a reçu des critiques mitigées, certains l'ont qualifié de « mauvaise histoire » et d'« épouvantable », tandis que d'autres ont fait l'éloge des cas présentés par les auteurs. 
D'autres historiens ont relancé ces accusations dans les dernières décennies. L'année même de la publication du livre d'Endicotts, Kathryn Weathersby et Milton Leitenberg, du Cold War International History Project du Woodrow Wilson Center à Washington, ont publié des documents secrets soviétiques et chinois qui ont révélé que les accusations nord-coréennes étaient une campagne de désinformation.

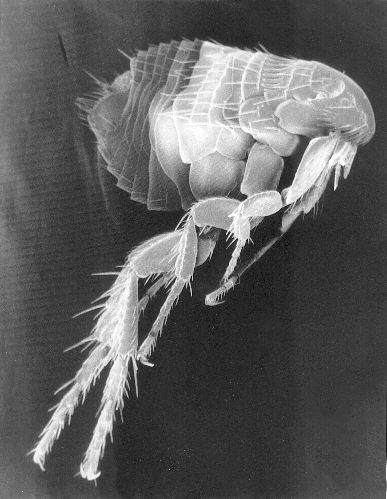
Puce du rat vue au microscope électronique. L'espèce a été utilisée aux États-Unis lors d'essais de guerre entomologique durant les années 1950.

Pendant les années 1950, les États-Unis ont mené une série d'essais sur le terrain à l'aide d'armes entomologiques. L'opération Big Itch, en 1954, a été conçue pour tester des munitions chargées de puces infectées (Xenopsylla cheopis). 
Big Itch a mal tourné lorsque des puces se sont échappées dans l'avion et ont piqué les trois membres de l'équipage de l'air. En mai 1955, plus de 300 000 moustiques (Aedes aegypti)  ont été largués dans l'État américain de Géorgie afin de déterminer si les  moustiques largués par voie aérienne pouvaient survivre et s'alimenter sur des humains. Ces essais sur les moustiques étaient connus sous le nom d'Operation Big Buzz. 
Les États-Unis ont lancé au moins deux autres programmes d'essais de guerre entomologique, l'opération Drop Kick et l'opération May Day. Un rapport de l'armée de 1981 décrit ces essais ainsi que les multiples questions de coûts associés liées à la guerre entomologique. Le rapport est partiellement déclassifié - certaines informations sont occultées, y compris tout ce qui concerne « Drop Kick » -et les calculs y inclus de « coût par décès ». Le coût par mort, selon le rapport, pour un agent biologique transmis par vecteur atteignant un taux de mortalité de 50 % dans une attaque contre une ville, était évalué à 0,29 $ (en dollars de 1976). Le résultat d'une telle attaque était estimé à 625 000 morts.
Les États-Unis ont également appliqué les recherches et tactiques de guerre entomologique dans des situations de non-combat. En 1990, les États-Unis ont financé un programme de 6,5 millions de dollars destiné à la recherche, l'élevage et le largage de chenilles. 
Les chenilles devaient être larguées au Pérou sur des champs de coca dans le cadre de la War on Drugs américaine (« guerre contre les drogues »). Pas plus tard qu'en 2002, les efforts de lutte entomologique contre la drogue aux États-Unis, à Fort Detrick, ont été focalisés sur la recherche d'un insecte vecteur d'un virus affectant le pavot à opium.

## Bioterrorisme
Le Programme de régulation et de service public de l'université Clemson a classé les « maladies véhiculées par les insectes » parmi les scénarios de bioterrorisme les plus vraisemblables.  
Considérant que les espèces envahissantes sont déjà un problème dans le monde entier, une entomologiste de l'université du Nebraska a estimé vraisemblable qu'il serait difficile, sinon impossible, de déterminer la source en cas d'apparition soudaine d'un nouveau ravageur agricole.  
Lockwood considère que les insectes sont un moyen plus efficace pour transmettre des agents biologiques dans le cadre d'actes de bioterrorisme que des agents réels.  
Les insectes vecteurs sont faciles à collecter et leurs œufs facilement transportables sans détection. D'un autre côté, il est extrêmement difficile et risqué d'isoler et de répandre des agents biologiques. 
Dans l'un des quelques actes suspects de bioterrorisme entomologique, un groupe éco-terroriste connu sous le nom de The Breeders, a affirmé avoir libéré des mouches méditerranéennes des fruits pendant une opération d'infestation en cours en Californie. 
Lockwood affirme qu'il existe des preuves que le groupe a joué un rôle dans cet événement.  
Le ravageur s'attaque à diverses cultures et l'État de Californie a répondu par un programme de pulvérisation de pesticides à grande échelle. Au moins une source a affirmé qu'il n'y avait aucun doute qu'un agent extérieur avait joué un rôle dans la forte infestation de 1989. 
Le groupe a déclaré dans une lettre au maire de Los Angeles, Tom Bradley, qu'il avait un double objectif. Il a cherché à faire en sorte que l'infestation par la mouche méditerranéenne des fruits s'intensifie jusqu'à devenir incontrôlable, ce qui, en retour, devait rendre le programme de pulvérisation de malathion financièrement insupportable. 

## Statut juridique
Le texte de la Convention sur l'interdiction des armes biologiques (CABT) de 1972 ne mentionne pas spécifiquement les insectes vecteurs.  Toutefois le traité prévoit explicitement les vecteurs.  
L'article 1er interdit « les armes, l'équipement ou les vecteurs destinés à utiliser de tels agents ou toxines à des fins hostiles ou dans des conflits armés »,.  
Il semblerait, en raison du texte de la CABT, que les insectes vecteurs en tant qu'élément de la guerre entomologique soient couverts et proscrits par la Convention.  
La question est moins claire dans le cas d'attaque des cultures par des insectes non infectés.